# W.I.T.C.H.
W.I.T.C.H. är en tecknad italiensk disneyserie. Den är producerad av Disney Italia och skapad av Elisabetta Gnone som också skrev det första avsnittet. År 2004 blev serien även en tecknad TV-serie, producerad av Walt Disney Television genom Jetix och SIP Animation, och även ett antal romaner baserade på serien har publicerats.
"W.I.T.C.H." är en akronym för namnen på seriens huvudfigurer: Will, Irma, Taranee, Cornelia och Hay Lin.

## Handling
Huvudpersonerna är fem högstadieflickor i staden Heatherfield. De har begåvats med mystiska krafter och är i hemlighet väktare (eller "vakterskor" som de kallas i serien) för det magiska riket Kandrakar, beläget i multiversums absoluta mittpunkt. Delar av handlingen cirklar kring de problem som de måste lösa i olika världar när Kandrakars orakel kallar på dem. I enlighet med sina japanska förlagor rör sig dock minst lika mycket av serien kring inbördes konflikter och intriger i flickornas vardag, med föräldrar, lärare, klasskompisar och potentiella pojkvänner.
Serien är tidvis en renodlad fantasyserie. Flickorna kan även betraktas som en sorts superhjältar, men de har inga alternativa identiteter som vakterskor utan går under sina vanliga namn.

## Persongalleri
Se figurer i W.i.t.c.h..

## Produktion
Den italienska produktionsstaben Disney Italia sjösatte projektet W.i.t.c.h. 1999. Ursprungligen var serien endast tänkt att omfatta 12 tidningar, men dess popularitet bidrog till att beslut fattades att fortsätta produktionen.
En parallell produktion har även gjorts i Japan, med i stort sett samma handling som i den italienska versionen. Enstaka avsnitt av den japanska W.I.T.C.H-mangan har publicerats i den svenska tidningen. Den japanska serien lades ner efter endast två böcker men har sedan dess fortsatt i novellform.

## Publicering
Serien ges ut i ett stort antal länder världen över, av flera olika utgivare:
- Italien: Disney Italia
- Japan: Kadokawa Shoten
- Sverige, Norge, Danmark, Tyskland, Spanien, Polen, Bulgarien, Ungern, Lettland, Litauen, Tjeckien, Ryssland, Turkiet, folkrepubliken Kina och Rumänen: Egmont
- USA: Hyperion Books
- Brasilien och Argentina: Abril
- Nederländerna och Finland: Sanoma
- Frankrike: Hachette
- Portugal: Edimpresa
- Storbritannien: BBC

Övriga länder där W.I.T.C.H. publiceras eller har publicerats inkluderar Grekland, Mexiko, Chile, Filippinerna, Indonesien, Singapore och Förenade Arabemiraten.

### W.i.t.c.h. i Sverige
Serietidningen W.i.t.c.h. publicerades i Sverige åren 2001 - 2013. 
2001
 Del 1: "De 12 portarna"
- 1: Halloween
- 2: De 12 potamanerna
- 3: Den andra dimensionen
- 4: Eldens kraft
- 5: Den sista tåren
- 6: Illusioner och lögner

2002
- 1: En dag möter du honom
- 2: De svarta rosorna
- 3: De fyra drakarna
- 4: En bro mellan två världar
- 5: Kronan av ljus
- 6: Nu och för alltid

Del 2: "Kandrakars Hjärta"
- 7: Jag vet vem du är
- 8: Slutet på en dröm
- 9: Våga välja
- 10: Nerissas märke
- 11: Du får inte blunda
- 12: Sommarminnen

2003
- 1: Den andra sanningen
- 2: Hatpusten
- 3: I skuggans tecken
- 4: Det brustna hjärtat
- 5: Farväl
- 6: Lita på mig

Del 3: "Ari av Arkhanta" 
- 7: Vattenskuggor
- 8: Sista utpressningen
- 9: Tankepausen
- 10: Arkhanta
- 11: Det minst onda
- 12: Det var en gång...

2004
- 1: Tystnadens röst
- 2: Rollspelet
- 3: Den största gåvan
- 4: Frihetsdroppar
- 5: Livets spegel
- 6: Upproriska själar

Del 4: "Endarno"
- 7: Dispyten
- 8: Hjärtats längtan
- 9: Vingslag
- 10: Inga fler hemligheter
- 11: Hela sanningen
- 12: Inget hopp

2005
- 1: Ljusmagi
- 2: Aldrig mera ensamma
- 3: Dubbelt bedrägeri
- 4: De modigas styrka
- 5: Tidens sand
- 6: Nya horisonter

Del 5: "Elementens Bok"
- 7: Mellan dröm och verklighet
- 8: Vi är magi
- 9: Utom kontroll
- 10: Bokens öga
- 11: En helt annan musik
- 12: En kram till

2006
- 1: Dagen efter (del 1)
- 2: Dagen efter (del 2)
- 3: Gåtan (del 1)
- 4: Gåtan (del 2)
- 5: Minnenas ö (del 1)
- 6: Minnenas ö (del 2)
- 7: Illusioner (del 1)
- 8: Illusioner (del 2)
- 9: Världens gap (del 1)
- 10: Världens gap (del 2)
- 11: Luft och jord (del 1)
- 12: Luft och jord (del 2)
- 13: Världen i boken  (del 1)
- 14: Världen i boken (del 2)
- 15: Bland sidorna (del 1)
- 16: Bland sidorna (del 2)
- 17: Ankomster och avresor (del 1)
- 18: Ankomster och avresor (del 2)

2007
Del 6: "Ragorlang"
- 1: Den skrikande mannen! (del 1)
- 2: Den skrikande mannen! (del 2)
- 3: Bara en blomma (del 1)
- 4: Bara en blomma (del 2)
- 5: Återspeglade minnen (del 1)
- 6: Återspeglade minnen (del 2)
- 7: På din sida (del 1)
- 8: På din sida (del 2)
- 9: Den mörka sidan (del 1)
- 10: Den mörka sidan (del 2)
- 11: Okända världar (del 1)
- 12: Okända världar (del 2)
- 13: Ögats Tecken (del 1)
- 14: Ögats Tecken (del 2)
- 15: Spår av Rädsla (del 1)
- 16: Spår av Rädsla (del 2)
- 17: Slutets Hjärta (del 1)
- 18: Slutets Hjärta (del 2)

2008
Del 7: "New Power"
- 1: Som du var, så är du nu
- 2: Jord
- 3: Av alla Stjärnor
- 4: Eld
- 5: Vatten
- 6: Känslor
- 7: Luft
- 8: Energi
- 9: Tillbaka till Kandrakar
- 10: En enda rörelse
- 11: Jag är ni
- 12: I hjärtat

På grund av uppdelningen av historierna under 2006 och 2007 blir nr 10 2008 de 100:e numret i Sverige, ursprungligen skall det vara nr 84.
2009
Del 8: "Teach 2b Witch"
- 1: En kall magi
- 2: Vem av er?
- 3: Sommarens nyckel
- 4: Ett isande hugg
- 5: Mycket mer
- 6: Aldrig mer ensam
- 7: Hon kommer från fjärran
- 8: Uppgörelsen
- 9: Ändlösa tårar
- 10: Här i hjärtat
- 11: Om världens magi
- 12: Underbart, egentligen

2010
- 1: Ett hopp ut i luften

Del 9: "100% WITCH"
- 2: 100% WITCH
- 3: En blivande stjärna (#101)
- 4: Den första dagen (#102)
- 5: Den du inte är (#103)
- 6: Pappas lilla flicka (#108)
- 7: Grön sanning (#109)
- 8: Ett drömbrev (#105)

Nr 2 2010 är det riktiga 100:e numret i ursprungslandet.
Från och med 2010 slutade den svenska numreringen att följa originalet.
Originalnummer är angivna inom (#parentes).
2011
- 1: Stjärntecknen (#106)
- 2: Det var ödesbestämt (#107)
- 3: Den långa kyssen (#113)
- 4: Tillbaka till skolan (#114)
- 5: Lagspel (#111)
- 6: En speciell resa  (#115)

2012
Del 10: "Ladies VS. WITCH"
- 1: Det rätta avståndet (#116)
- 2: Tio år senare (#121)
- 3: Lady Giga (#120)
- 4: Lady Crash (#123)
- 5: Matematiskt möjligt (#122)
- 6: Allt på en dag (#118)

2013
- 1: Musik i luften (#119)
- 2: Alltid tillsammans (#132)
- 3: En liten varelse till kompis (#124)
- 4: Känslornas Magi (#131)

Sverige slutade publicera WITCH i augusti 2013 efter 12 år, utan att avsluta seriens alla 139 nummer. 

#### W.i.t.c.h. Sagan
I juli 2003 påbörjades utgivningen av W.i.t.c.h. Sagan, en serie pocketböcker som kronologiskt repriserar serierna ur modertidningen. Varje bok är på ca. 250 sidor och innehåller fyra nummer av tidningen.
- 1: De tolv portarna Bok 1 (2003 - samlar W.i.t.c.h. nummer 1-4/2001)
- 2: De tolv portarna Bok 2 (2003 - 5/2001-2/2002)
- 3: De tolv portarna Bok 3 (2003 - 3-6/2002)
- 4: Kandrakars hjärta Bok 1 (2004 - 7-10/2002)
- 5: Kandrakars hjärta Bok 2 (2004 - 11/2002-2/2003)
- 6: Kandrakars hjärta Bok 3 (2004 - 3/2003-6/2003)
- 7: Till Arkhanta Bok 1 (2005 - 7-10/2003)
- 8: Till Arkhanta Bok 2 (2005 - 11/2003-2/2004)
- 9: Till Arkhanta Bok 3 (2005 - 3-6/2004)
- 10: Det falska oraklet Bok 1 (2006 - 7-10/2004)
- 11: Det falska oraklet Bok 2 (2006 - 11/2004-2/2005)
- 12: Det falska oraklet Bok 3 (2006 - 3-6/2005)

#### W.i.t.c.h. Special och W.i.t.c.h. Magasinet
Utöver dessa två titlar började W.i.t.c.h. Special sporadiskt att ges ut under 2002. 2005 byttes namnet ut till W.i.t.c.h. Magasinet och fick en regelbunden utgivningstakt på varannan månad.
Fokus i denna tidning ligger dock inte på serier, utan på pyssel och andra aktiviteter.
Denna tidning ges inte längre ut, istället finns det extraserier i huvudtidningen, tex Dance Academy.

#### Övrigt
- W.i.t.c.h. Almanacka 2005
- W.i.t.c.h. Skoldagbok 2003-2004
- W.i.t.c.h. Skoldagbok 2004-2005
- W.i.t.c.h. Skoldagbok 2005-2006
- W.i.t.c.h. Skoldagbok 2006-2007
- Från A till W.i.t.c.h: Ett häxlexikon

## Andra medier

### Skönlitteratur
Sedan 2002 har den danska mediekoncernen Egmonts bokförlag gett ut romaner baserade på serien.
| Originaltitel                            | Svensk titel                            | Författare            |
| ---------------------------------------- | --------------------------------------- | --------------------- |
| Stilnerens musik                         | Sfinxens gåta                           | Lene Kaaberbøl        |
| Salamanderens hjerte                     | Salamanderns hjärta                     | Lene Kaaberbøl        |
| Den grusomme kejserinde                  | Månspegeln                              | Lene Kaaberbøl        |
| Havets ild                               | Marelden                                | Lene Kaaberbøl        |
| Grøn magi                                | Jordhäxan                               | Lene Kaaberbøl        |
| Krystalfuglene Del 1 - Stenfalken        | Kristallfåglarna Del 1 - Stenfalken     | Lene Kaaberbøl        |
| Krystalfuglene Del 2 - Ørnekløer         | Kristallfåglarna Del 2 - Örnens klor    | Lene Kaaberbøl        |
| Krystalfuglene Del 3 - Uglens skygge     | Kristallfåglarna Del 3 - Ugglans skugga | Lene Kaaberbøl        |
| Krystalfuglene Del 4 - Den gyldne Føniks | Kristallfåglarna Del 4 - Fågel Fenix    | Lene Kaaberbøl        |
| Isblomster                               | Isprinsessan                            | Josefine Ottesen      |
| Tågemesterens brønde                     | Kandrakars ande                         | Cecilie Eken          |
| Klarhedens flamme                        | Klarhetens låga                         | Maud Mangold          |
| Vejrmagerens storme                      | Vindarnas rike                          | Cecilie Eken          |
| Den gyldne kilde                         | Den gyllene källan                      | Josefine Ottesen      |
| Ibenholtpyramiden                        | Ebenholtspyramiden                      | Ruben Eliassen        |
| Den oprindelige rose                     | En doft av rosor                        | Lene Møller Jørgensen |
| Queen of the night                       | Nattens drottning                       | Maud Mangold          |
| A touch of a star                        | Stjärnfall                              | Lene Møller Jørgensen |
| W.I.T.C.H. Magic of five                 | Magiska krafter                         | Elizabeth Lenhard     |
| The Disappearance                        | Borttrollad                             | Elizabeth Lenhard     |

### TV
Se W.i.t.c.h. (TV-serie).